# Felix Bloch
Felix Bloch   (Zúric, 23 d'octubre de 1905 - Zúric, 10 de setembre de 1983) fou un físic estatunidenc, d'origen suís, que fou guardonat amb el Premi Nobel de Física l'any 1952.

## Biografia
Va néixer el 23 d'octubre de 1905 a la ciutat suïssa de Zúric en una família d'origen jueu. Va estudiar a l'Eidgenössische Technische Hochschule Zürich (Escola Politècnica Federal de Zuric). Encara que va iniciar estudis en enginyeria, aviat va canviar als estudis de física. Graduat el 1927, va prosseguir els seus estudis de física a la Universitat de Leipzig, i s'hi doctorà el 1928. Va romandre a Alemanya, on va estudiar al costat de Werner Heisenberg, Wolfgang Pauli, Niels Bohr i Enrico Fermi.
El 1933, va abandonar Alemanya per marxar a la Universitat nord-americana de Stanford, i esdevingué professor d'aquesta universitat el 1934, nacionalitzant-se estatunidenc l'any 1939. Felix Bloch morí el 10 de setembre de 1983 a la ciutat estatunidenca de San Francisco.

## Recerca científica
Durant la Segona Guerra Mundial, va treballar al voltant de l'energia nuclear al Laboratori Nacional Los Alamos dels Estats Units en el projecte Manhattan, al costat de Robert Oppenheimer, Edward Teller, Otto Frisch, Enrico Fermi, David Bohm, James Chadwick, James Franck, Emilio Gino Segrè, Niels Bohr, Eugene Wigner, Leo Szilard i Klaus Fuchs, entre d'altres. Posteriorment, dimití per passar a formar part del projecte Radar de la Universitat Harvard.
Interessat en la inducció nuclear i la ressonància magnètica nuclear, el 1952 fou guardonat, juntament amb el nord-americà Edward Mills Purcell, amb el Premi Nobel de Física pels seus estudis, per separat, sobre la mesura de camps magnètics en el nucli atòmic, i la ressonància magnètica nuclear.
Entre 1954 i 1955 va esdevenir el primer director del CERN, situat a Ginebra.
El 1964, va ser elegit membre estranger de la Acadèmia Reial d'Arts i Ciències dels Països Baixos. També va ser membre de l'American Academy of Arts and Sciences i de la American Philosophical Society. Bloch va morir a Zuric el 1983.